# 所有権の移転の登記
所有権の移転の登記（しょゆうけんのいてんのとうき）は登記の態様の1つである。
本項では日本の不動産登記法における所有権の移転の登記について説明する。
不動産（不動産登記法においては土地及び建物）の所有権が現在の登記名義人から他人に承継された場合、第三者に対抗するためには原則として所有権の移転の登記が必要となる（民法177条）。その方法は一般承継か特定承継かによって一部手続きが異なる。
なお、所有権の登記のない不動産については、まず所有権保存登記（不動産登記法74条ないし76条、不動産登記規則157条）を行わなければならない。

## 略語について
説明の便宜上、次のとおり略語を用いる。
- 法 - 不動産登記法（平成16年6月18日法律第123号）
- 令 - 不動産登記令（平成16年12月1日政令第379号）
- 規則 - 不動産登記規則（平成17年2月18日法務省令第18号）
- 記録例 - 不動産登記記録例（2009年（平成21年）2月20日民二500号通達）
- 所有権移転登記 - 所有権の移転の登記

## 一般承継

### 概要
一般承継とは、前所有者の有する権利・義務の一切を承継することである。包括承継とも言う。前所有者が不動産の登記名義人であった場合、当然に所有権の承継が行われる。自然人については相続が、法人については合併があてはまる。なお、会社分割も一般承継ではある（2001年（平成13年）3月30日民二867号通達第1-3）が、登記手続きは共同申請で行う（同通達第2-1(1)）。よって、本稿では便宜特定承継の項目に含めている。

### 登記事項
- 絶対的登記事項
  - 登記の目的、申請の受付の年月日及び受付番号、登記原因及びその日付、登記権利者の氏名又は名称及び住所並びに登記名義人が2人以上であるときはその持分（以上法59条1号ないし4号）、順位番号（法59条8号、令2条8号、規則1条1号・規則147条1項及び3項）である。
- 相対的登記事項
  - 代位申請によって登記した場合における、代位者の氏名又は名称及び住所並びに代位原因である（法59条7号）。共有物分割禁止の定めについては、あらゆる所有権移転登記の場合の登記事項とできるかどうか争いがある（登記インターネット66-148頁参照）。

### 登記申請情報（一部）
登記の目的（令3条5号）は、不動産が前所有者の単独所有であった場合、「登記の目的　所有権移転」とし（記録例187・196）、前所有者Aと他人Bの共有であった場合、「登記の目的　A持分全部移転」とする（記録例188）。
登記原因及びその日付（令3条6号） は、相続の場合は前所有者（被相続人）の死亡の日を日付として「原因　平成何年何月何日相続」とし（記録例187）、合併の場合はその効力発生日を日付として「原因　平成何年何月何日合併」とする（記録例196）。
登記申請人（令3条1号）については、相続又は合併による所有権移転登記は、登記権利者による単独申請で行う（法63条2項）。その記載方法は、相続の場合、（被相続人　A）のように記載し、その下に相続人の住所及び氏名を記載する（法務局、法定相続の申請書の書式、別紙1参照）。合併の場合も同様に、（被合併会社　株式会社B）のように記載し、その下に記載すべき申請人の資格は「権利承継者」・「承継会社」等分かるように記載すればよい。なお、申請人が法人であるので、以下の事項も記載しなければならない。
- 原則として申請人たる法人の代表者の氏名（令3条2号）
- 支配人が申請をするときは支配人の氏名（一発即答14頁）
- 持分会社が申請人となる場合で当該会社の代表者が法人であるときは、当該法人の商号又は名称及びその職務を行うべき者の氏名（2006年（平成18年）3月29日民二755号通達4）。

添付情報（規則34条1項6号、一部）は、登記原因証明情報（法61条・令7条1項5号ロ、後述）、住所証明情報（令別表30項添付情報ロ）である。合併の場合は更に代表者資格証明情報（不動産登記令7条1項1号）も原則として添付しなければならない。
一方、既述のとおり単独申請で行うので、登記識別情報の添付は不要である（法22条本文参照）。また、登記義務者が存在しないので、その印鑑証明書の添付も不要である（令16条2項・規則48条1項4号及び規則47条3号ホ、令18条2項・規則49条2項4号及び規則48条1項4号並びに規則47条3号ホ）。
登録免許税（規則189条1項前段）は、不動産の価額の1,000分の4である（登録免許税法別表第1-1(2)イ）。 なお、端数処理など算出方法の通則については不動産登記#登録免許税を参照。

### 申請人に関する論点
共同相続人全員のための相続登記を、そのうちの1人から申請することができる（民法252条ただし書）。一方、共同相続人中一部の者の申請により、その者の相続分についてのみ相続登記をすることはできない（1955年（昭和30年）10月15日民甲2216号回答）。

### 登記原因証明情報に関する論点

#### 相続
前所有者（被相続人）の生殖能力があると考えられる年齢以降死亡までの戸籍謄本・除籍謄本等が必須である（1959年（昭和34年）12月14日法曹会決議、登記インターネット68-185頁参照）。また、相続人となるべき者の戸籍謄本も添付しなければならない。
相続人に修正があった場合、それを証する書面（相続放棄申述受理証明書など）を添付する。相続分に修正があった場合、それを証する書面（特別受益証明書など）を添付する。法定相続分（b:民法第900条・901条）と異なる相続をした場合、それを証する書面（遺言書や遺産分割協議書など）を添付する。

#### 合併
原則として、法人の登記事項証明書である。会社の合併の場合、合併の記載がある新設会社又は吸収合併存続会社の登記事項証明書である（2006年（平成18年）3月29日民二755号通達1-(1)及び1953年（昭和28年）8月10日民甲1392号電報回答参照）。合併契約書ではない。

## 特定承継
特定承継とは、前所有者の有する権利・義務のうち一定部分を承継することである。不動産の所有権も契約等により承継できる。売買が典型例である。

### 登記事項
一般承継の場合の登記事項のほか、相対的事項として権利に関する消滅の定めも登記することができる（法59条5号）。具体的には「特約　買主Aが死亡した時は所有権移転が失効する」のように記載する（記録例203）。この特約を登記するには所有権移転登記と一括で申請しなければならない（令3条11号ニ）。また、この特約は付記登記でされる（規則3条6号）。

### 登記申請情報（一部）

#### 登記の目的
一般承継の場合と異なり、所有権又は持分の一部の移転も可能である。その場合、「登記の目的　所有権一部移転」・「登記の目的　A持分一部移転」のように記載する（記録例200・206）。複数の共有者それぞれの持分一部を移転する場合、「登記の目的　A持分何分の何、B持分何分の何移転」のように記載する（登記研究546-152頁参照、記録例208）。
共有者全員の持分全部を共有者以外に移転する場合、「登記の目的　共有者全員持分全部移転」と記載する（記録例209）。共有者のうち1人を除く全員の持分全部を移転する場合、「登記の目的　Aを除く共有者全員持分全部移転」のように記載する（記録例214）。ただし、移転する持分のうち一部の共有者の持分を目的とする第三者の権利が登記されている場合、一括して申請することはできない（1962年（昭和37年）1月23日民甲112号通達）。
複数の共有者のそれぞれの持分全部を移転する（ただし、共有者全員の持分全部の移転ではない）場合、「登記の目的　A、B持分全部移転」のように記載する（記録例213）。ただし、この場合において、移転する一部の共有者の持分（例えばA持分）を目的とする第三者の権利が登記されているときは、「A持分全部移転」と「B持分全部移転」をするべきである（記録例210）。
前所有者が数回に分けて所有権を取得している場合、順位番号を指定して特定の一部についての移転も可能である（1983年（昭和58年）4月4日民三2252号通達、記録例211・212）。その場合、「登記の目的　所有権一部（順位3番で登記した持分）移転」などと記載する。これは、特定の持分について抵当権が設定されている場合などに実益がある。なお、この事例の登記記録の例は以下のとおりである。

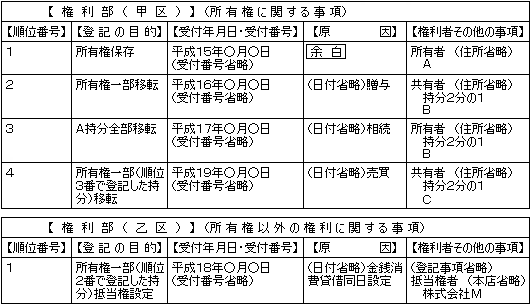
「順位何番で登記した持分移転」の登記記録の例（所有権一部移転の場合）

抵当権などの担保物権の目的たる持分とそうでない持分を相続した場合、相続人が担保物権の目的でない持分を第三者に移転したときは、「登記の目的　A持分一部（順位3番から移転した持分）移転」などと記載して持分一部移転登記を申請することができる（1999年（平成11年）7月14日民三1414号回答）。なお、この事例の登記記録の例は以下のとおりである。

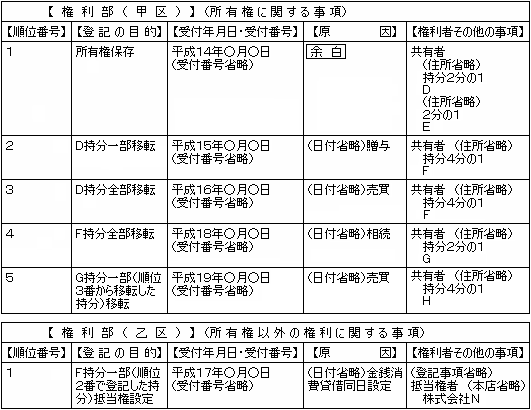
「順位何番から移転した持分移転」の登記記録の例（持分一部移転の場合）

#### 登記原因
民法又は民法の特別法に根拠があるものを原因とすることができる。具体例を、根拠条文と共に示す。なお、この項目に限り、特記がない場合、条文は民法のものである。
売買（555条）、贈与（549条・553条・554条）、遺贈（964条）、交換（586条1項）、共有物分割（256条1項本文・258条）、代物弁済（482条）、和解（695条）、財産分与（768条・771条・749条）、時効取得（162条）、遺留分減殺（1031条）、持分放棄（255条）、解除（541条ないし543条・557条1項）、買戻し（579条）、会社分割（会社法757条ないし766条）、現物出資（会社法34条1項）、出資（会社法576条1項6号参照）、収用（土地収用法2条など）、信託（信託法3条など）。
他に、以下のようなものがある。
- 共同相続登記後に遺産分割（907条）が成立した場合の「遺産分割」（1953年（昭和28年）8月10日民甲1392号電報回答参照、記録例227）
- 承役地の所有者による、地役権に必要な土地の部分の所有権の放棄により地役権者に移転する場合の「民法第287条による放棄」（記録例221）
- 委任事務における、受任者による委任者への取得した権利の移転の場合の「民法第646条第2項による移転」（記録例224）
- 権利能力なき社団の代表者の交替時における「委任の終了」（1966年（昭和41年）4月18日民甲1126号回答、記録例225）
- 不動産の所有者が死亡したが相続人がおらず、特別縁故者へ所有権が移転する場合の「民法第958条の2の審判」（記録例228）
- 共有物について特別縁故者がいない場合の他の共有者への帰属（255条）である「特別縁故者不存在確定」（1991年（平成3年）4月12日民三2398号通達、記録例218）
- 権利に関する消滅の定め（既述）が登記されている不動産の所有者が死亡した場合の「所有権者死亡」

譲渡担保は条文には存在しないが、判例で認められている。また、特殊な原因として「真正な登記名義の回復」がある。これは、本来抹消登記をするべきであるところ、利害関係人の承諾証明情報（法68条）を添付すべきなのに承諾が得られない場合、所有権移転登記によって登記名義を得る手続きである（1961年（昭和36年）10月27日民甲2722号回答）。
一方、寄託（登記研究326-71頁）、譲渡（登記研究491-107頁）、錯誤（登記研究541-137頁）、財産分割（1959年（昭和34年）10月16日民甲2336号電報回答）は登記原因としては認められない。ただし、錯誤については抹消登記や更正登記の登記原因とすることはできる。

#### 原因の日付
- 原則
  - 契約締結の日又は意思表示の日もしくは審判等の確定の日などを日付とする。
- 特約等
  - 当事者間で特約をすればそれに従う。例えば、売買代金完済の日を所有権移転の日とする特約をした場合、その日となる（登記研究446-121頁）。停止条件を付した場合、条件成就の日である（民法127条1項）。
- 他人物売買
  - 売主が他人から所有権を得た日である（最判1965年（昭和40年）11月19日民集19巻7号2003頁）。
- 財産分与
  - 協議による離婚の届出前に財産分与の協議が成立した場合、離婚の届出の日となる（登記研究490-146頁）。
- 時効取得
  - 時効の起算日であるというのが登記実務である（登記研究574-1頁）。起算日については争いがある。詳しくは「取得時効 (日本法)」を参照。
- 遺贈・死因贈与・「所有権者死亡」
  - 遺贈者・贈与者・所有者が死亡した日である（民法985条1項・554条）。
- 民法第646条2項による移転
  - 登記申請日である（登記研究457-118頁）。
- 委任の終了
  - 権利能力なき社団の代表者が交替的に変更した場合、後任者の就任の日である（登記研究450-127頁・573-124頁）。
- 特別縁故者不存在確定
  - 民法958条の2第2項の申立て期間満了日の翌日又は申立てを却下する審判が確定した日の翌日である（1991年（平成3年）4月12日民三2398号通達）。
- 真正な登記名義の回復
  - この場合、登記原因の日付の記載は不要である（1964年（昭和39年）4月9日民甲1505号回答）。

#### 登記申請人
共同申請による場合、所有権又はその持分を得る者を登記権利者とし、失う者を登記義務者として記載する。なお、法人が申請人となる場合、以下の事項も記載しなければならない。
- 原則として申請人たる法人の代表者の氏名（令3条2号）
- 支配人が申請をするときは支配人の氏名（一発即答14頁）
- 持分会社が申請人となる場合で当該会社の代表者が法人であるときは、当該法人の商号又は名称及びその職務を行うべき者の氏名（2006年（平成18年）3月29日民二755号通達4）。

一方、民法第958条の2の審判の場合は特別縁故者の単独申請により（1962（昭和37年）6月15日民甲1606号通達）、審判や調停による離婚の場合は登記権利者の単独申請により（共に法63条1項）、登記をすることができる。
なお、遺贈及び死因贈与の場合、それぞれについて遺言執行者を記載する説と記載しない説が存在する。

#### 添付情報（一部）
共同申請による場合、登記原因証明情報（不動産登記法61条・不動産登記令7条1項5号ロ）、登記義務者の登記識別情報（不動産登記法22条本文）又は登記済証及び書面申請の場合には印鑑証明書（不動産登記令16条2項・不動産登記規則48条1項5号及び同規則47条3号イ(1)、同令18条2項・同規則49条2項4号及び同規則48条1項5号並びに同規則47条3号イ(1)）、登記権利者の住所証明情報（不動産登記令別表30項添付情報ロ）である。法人が申請人となる場合は更に代表者資格証明情報（不動産登記令7条1項1号）も原則として添付しなければならない。
上記のうち印鑑証明書については、遺贈及び死因贈与並びに「所有権者死亡」の場合、登記義務者が生存しないので、相続人又は遺言執行者のものを添付する。
なお、「所有権者死亡」の場合、登記義務者が生存しないので、申請人が相続人であることを証する情報（不動産登記令7条1項5号イ）を添付しなければならない。具体例は#死因贈与の場合と同じである。

#### 登録免許税
原則として、不動産の価額の1,000分の20である（登録免許税法別表第1-1(2)ハ）。ただし、2011年3月31日まで土地の売買については1,000分の10（租税特別措置法72条1項1号イ）、2011年3月31日までに取得した住宅用家屋につきその取得の日から原則として1年以内に所有権の移転の登記をする場合は1,000分の3（同法73条）の軽減税率が適用される。なお、端数処理など算出方法の通則については不動産登記#登録免許税を参照。
例外として、遺贈及び共有物分割の場合は不動産の価額の1,000分の4となる場合がある（2003年（平成15年）4月1日民二1022号通達1-2、登録免許税法別表第1-1(2)ロ）。詳しくは遺贈及び共有物分割を参照。また、遺留分減殺については相続に準ずるとされているので、不動産の価額の1,000分の4である（登録免許税法別表第1-1(2)イ）。

## 登記原因ごとの個別の論点

### 売買
- 保存行為の可否
  - AがB・Cへ不動産を売り渡した場合、AとBの申請によりAからB・Cへの売買による所有権移転登記の申請をすることはできない（登記研究543-150頁）。

### 贈与

#### 贈与全般
- 登記原因
  - 負担付贈与や死因贈与であっても、登記の原因は「贈与」でよい（記録例198）。
- 保存行為の可否
  - AがB・Cへ不動産を贈与した場合、AとBの申請によりAからB・Cへの贈与による所有権移転登記の申請をすることはできない（登記研究521-173頁）。

#### 負担付贈与
- 受贈者が未成年者の場合
  - 未成年者が不動産の受贈者となる場合、原則として法定代理人の同意を要しない（民法5条1項ただし書）が、負担付贈与の場合は単に権利を得る法律行為ではないので、法定代理人の同意を要する（1899年（明治32年）6月27日民刑1162号回答）。この同意を証する情報は添付情報となる（令7条1項5号ハ）。
- 負担する行為の内容
  - 法令上登記事項とはされておらず、登記申請情報とする必要はない。

#### 死因贈与
- 登記義務者の氏名の記載方法
  - 遺言執行者がいる場合には「亡A」と、いない場合には「亡A相続人B」と記載するのが登記実務の慣行である（書式解説-444頁）。
- 代理権限証明情報（令7条1項2号）の添付
  - 遺言執行者がいる場合には、その資格を証する情報を添付しなければならない。具体的には、死因贈与契約書及び贈与者の死亡を証する戸籍謄本・除籍謄本である。この契約書が公正証書でない場合には、契約書に押印した贈与者の印鑑証明書か、相続人全員の承諾書（印鑑証明書を添付）を添付しなければならない。これらの印鑑証明書は発行後3か月以内のものである必要はない（登記研究566-131頁）。
- 一般承継証明情報（令7条1項5号イ）の添付
  - 遺言執行者がいない場合には、申請する人物が贈与者の相続人であることを証する情報を添付しなければならない。具体的には、贈与者の死亡を証する戸籍謄本・除籍謄本及び相続人の戸籍謄本・抄本である。

### 解除
- 登記原因
  - 合意解除の場合は「合意解除」と、法定解除の場合は「解除」とするのが実務の慣行である（記録例539参照）。
- 抹消登記との選択
  - 解除の場合、所有権抹消登記をすることもできる。ただし、利害関係人が存在する場合その承諾が必要（法68条）なので、承諾が得られない場合は移転登記ですることになる。

### 代物弁済
- 登記原因
  - 保証人が代物弁済をした場合、登記原因を「代位代物弁済」とすることはできない（登記研究504-199頁）。
- 抵当権
  - 代物弁済がされた場合、抵当権の抹消登記が問題となる。詳しくは抹消登記を参照。

### 遺留分減殺
- 登記の種類
  - 遺留分を侵害する遺贈・贈与の登記がされる前に遺留分減殺請求がされた場合、当該請求をした相続人のために遺留分減殺の効果を反映した相続登記をすることができる（1955年（昭和30年）5月23日民甲973号回答）。
  - 遺留分を侵害する遺贈・贈与の登記がされた後に遺留分減殺請求がされた場合、当該遺贈・贈与の登記を抹消することなく遺留分減殺を登記原因とする所有権移転登記をすることができる（同先例、記録例194参照）。
- 一般承継証明情報（令7条1項5号イ）の添付
  - 被相続人と遺留分請求者の相続関係を証する情報の添付が必要である（登記研究464-117頁）。

### 財産分与
- 登記原因
  - 離婚が協議・審判・調停のいずれによる場合であっても、登記の原因は「財産分与」でよい（記録例226参照）。
- 内縁への準用
  - 離別による内縁解消の場合に財産分与の規定を類推適用することは承認し得るとした判例がある（最決2000年（平成12年）3月10日民集54巻3号1040頁）。登記実務においても、「被告は原告に対し、年月日財産分与を原因として所有権移転登記手続をせよ」との確定判決正本を添付すれば、登記原因を「財産分与」とすることができる（1972年（昭和47年）10月20日民三559号回答）。

### 組合に関する出資等
民法上の組合における出資等の登記原因については、先例（1991年（平成3年）12月19日民三6149号回答）が詳しく述べている。事例ごとの区分は以下のとおりである。
- 各組合員から組合契約による不動産の出資があった場合、「民法第667条第1項の出資」とする。
- 一部の組合員が脱退する際不動産を払い戻す場合、「民法第681条による払戻」とする。
- 組合が解散する際各組合員に不動産たる残余財産を分配する場合、「民法第688条第2項の分割」とする。

### その他
遺贈、共有物分割、時効取得についてはそれぞれの項目を参照。また、持分放棄については共有を、委任の終了については権利能力なき社団を参照。

## 登記の実行
所有権移転登記は主登記で実行される（規則3条参照）。なお、登記官は、権利消滅の定めにより所有権移転登記をするときは、当該権利消滅の定めの登記を抹消しなければならない（規則149条）。